# Alle Mörder sind schon da
Alle Mörder sind schon da (Originaltitel: Clue: The Movie) ist eine US-amerikanische Filmkomödie des Regisseurs Jonathan Lynn aus dem Jahr 1985. Sie basiert auf dem Parker-Brothers-Spiel Cluedo. Es wurden vier verschiedene Filmenden gedreht, von denen drei vom Filmverleih zufällig an die Kinos verteilt wurden.

## Handlung
Der Film spielt 1954 während der McCarthy-Ära. Sechs Personen sind zu einer Party in ein einsames Landhaus in Neuengland eingeladen worden. Der Butler des Hauses besteht darauf, dass sich alle Gäste nur mit Pseudonymen anreden. Nachdem während des Abendessens ein siebter Gast eingetroffen ist, offenbart der Butler den wahren Grund der Einladung. Alle Gäste sind Opfer einer Erpressung durch einen Unbekannten. Alle haben unangenehme Geheimnisse: Der Mann von Mrs. White war ein Nuklearwissenschaftler, der unter mysteriösen Umständen ums Leben kam; Professor Plum verlor seine Approbation als Psychiater, nachdem er ein Verhältnis mit einer Patientin gehabt hatte; Mrs. Peacock, die Gattin eines Senators, nahm Schmiergeld an; Miss Scarlet betreibt ein illegales Bordell; Colonel Mustard war ein Kriegsgewinnler, und Mr. Green ist homosexuell, was ihn seine Arbeitsstelle im Außenministerium kosten könnte.
Der Butler enthüllt, dass der zuletzt angekommene Gast, Mr. Boddy, der Erpresser ist. Nachdem kurzzeitig das Licht verloschen ist, wird Mr. Boddy tot aufgefunden. Es entspinnt sich die Suche nach dem Mörder, in deren Verlauf auch die Köchin, das Hausmädchen Yvette, ein zufällig vorbeikommender Autofahrer, ein Streifenpolizist sowie eine Singbotin, ermordet werden. Alle Morde geschehen mit den Waffen und an den Tatorten des Spiels Cluedo. Gegen Ende des Films erklärt der Butler, er wisse jetzt, wer der Mörder sei. An dieser Stelle gibt es drei verschiedene Auflösungen, diese wurden bei der Kinoaufführung durch den Filmverleih zufällig verteilt. Bei späteren Fernsehausstrahlungen oder auf DVD folgen die verschiedenen Auflösungen hintereinander.
- Erste Auflösung:

Miss Scarlet ist die Mörderin, ihre Komplizin war das Hausmädchen Yvette. Der Butler gibt sich als FBI-Agent zu erkennen.
- Zweite Auflösung:

Mrs. Peacock ist die Mörderin. Auch hier ist der Butler in Wirklichkeit ein FBI-Agent.
- Dritte Auflösung:

Alle Morde wurden von unterschiedlichen Personen begangen: Professor Plum tötete Mr. Boddy; Mrs. Peacock die Köchin; Colonel Mustard den Autofahrer; Miss Scarlet den Polizisten; Mrs. White das Hausmädchen Yvette; während die Sängerin vom Butler getötet wurde. Es stellt sich weiterhin heraus, dass der Butler eigentlich Mr. Boddy ist und der zuerst getötete in Wahrheit der wirkliche Butler war. Diesmal gibt sich Mr. Green als FBI-Agent zu erkennen. Er erschießt den wahren Mr. Boddy und lässt von seinen anrückenden Beamten alle Gäste wegen Mordes verhaften.
- Vierte Auflösung:

Das vierte alternative Filmende war nach Angaben des Regisseurs zu schlecht. Es wurde geschnitten und ist nicht, wie die ersten drei Auflösungen, auf der DVD enthalten.

## Synchronisation
Die deutsche Synchronfassung entstand bei der Berliner Synchron. Hans-Bernd Ebinger schrieb das Dialogbuch und Thomas Keck führte Regie.
| Rolle                   | Darsteller        | Synchronsprecher         |
| ----------------------- | ----------------- | ------------------------ |
| Wadsworth, der Butler   | Tim Curry         | Engelbert von Nordhausen |
| Mrs. Peacock            | Eileen Brennan    | Andrea Brix              |
| Mrs. White              | Madeline Kahn     | Almut Eggert             |
| Professor Plum          | Christopher Lloyd | Lothar Blumhagen         |
| Mr. Green               | Michael McKean    | Wolfgang Condrus         |
| Colonel Mustard         | Martin Mull       | Wolfgang Völz            |
| Miss Scarlet            | Lesley Ann Warren | Alexandra Lange          |
| Yvette, das Hausmädchen | Colleen Camp      | Katja Nottke             |
| Mr. Boddy               | Lee Ving          | Manfred Lehmann          |
| singendes Telegramm     | Jane Wiedlin      | Edeltraut Elsner         |
| der Polizist            | Bill Henderson    | Joachim Nottke           |
| Mustards Fahrer         | Jeffrey Kramer    | Helmut Gauß              |

## Kritik
Der Film stieß bei der Kritik zunächst auf wenig Gegenliebe. Roger Ebert meinte, dass es keinen Unterschied mache, welches Ende des Filmes man sehe, und der Film größtenteils nicht witzig sei. Seitens des Publikums entwickelte sich nach jahrzehntelangen Fernsehausstrahlungen in den USA eine stabile Fangemeinde, innerhalb derer der Film Kultstatus genießt.